# Alexander Hagen
Alexander Hagen (Lübeck, 1 de enero de 1955) es un deportista alemán que compitió para la RFA en vela en la clase Star.
Ganó seis medallas en el Campeonato Mundial de Star entre los años 1981 y 1998, y ocho medallas en el Campeonato Europeo de Star entre los años 1980 y 1997.

## Palmarés internacional
| \| Representando a la RFA \| \| \| \| \| Campeonato Mundial \| \| \| \| \| Año \| Lugar \| Medalla \| Clase \| \| 1981 \| Marblehead (Estados Unidos) \| Medalla de oro \| Star \| \| 1982 \| Medemblik (Países Bajos) \| Medalla de plata \| Star \| \| 1987 \| Chicago (Estados Unidos) \| Medalla de plata \| Star \| \| Campeonato Europeo \| \| \| \| \| Año \| Lugar \| Medalla \| Clase \| \| 1980 \| La Rochelle (Francia) \| Medalla de oro \| Star \| \| 1981 \| Balatonfüred (Hungría) \| Medalla de oro \| Star \| \| 1982 \| Århus (Dinamarca) \| Medalla de plata \| Star \| \| 1983 \| Kiel (RFA) \| Medalla de oro \| Star \| \| 1985 \| Copenhague (Dinamarca) \| Medalla de plata \| Star \| \| Representando a Alemania \| \| \| \| \| Campeonato Mundial \| \| \| \| \| Año \| Lugar \| Medalla \| Clase \| \| 1993 \| Kiel (Alemania) \| Medalla de bronce \| Star \| \| 1997 \| Marblehead (Estados Unidos) \| Medalla de oro \| Star \| \| 1998 \| Portorož (Eslovenia) \| Medalla de bronce \| Star \| \| Campeonato Europeo \| \| \| \| \| Año \| Lugar \| Medalla \| Clase \| \| 1991 \| Balatonfüred (Hungría) \| Medalla de plata \| Star \| \| 1994 \| Porto Rotondo (Italia) \| Medalla de plata \| Star \| \| 1997 \| Varberg (Suecia) \| Medalla de bronce \| Star \| |                             |                   |       |
| Representando a la RFA |                             |                   |       |
| Campeonato Mundial |                             |                   |       |
| Año | Lugar                       | Medalla           | Clase |
| 1981 | Marblehead (Estados Unidos) | Medalla de oro    | Star  |
| 1982 | Medemblik (Países Bajos)    | Medalla de plata  | Star  |
| 1987 | Chicago (Estados Unidos)    | Medalla de plata  | Star  |
| Campeonato Europeo |                             |                   |       |
| Año | Lugar                       | Medalla           | Clase |
| 1980 | La Rochelle (Francia)       | Medalla de oro    | Star  |
| 1981 | Balatonfüred (Hungría)      | Medalla de oro    | Star  |
| 1982 | Århus (Dinamarca)           | Medalla de plata  | Star  |
| 1983 | Kiel (RFA)                  | Medalla de oro    | Star  |
| 1985 | Copenhague (Dinamarca)      | Medalla de plata  | Star  |
| Representando a Alemania |                             |                   |       |
| Campeonato Mundial |                             |                   |       |
| Año | Lugar                       | Medalla           | Clase |
| 1993 | Kiel (Alemania)             | Medalla de bronce | Star  |
| 1997 | Marblehead (Estados Unidos) | Medalla de oro    | Star  |
| 1998 | Portorož (Eslovenia)        | Medalla de bronce | Star  |
| Campeonato Europeo |                             |                   |       |
| Año | Lugar                       | Medalla           | Clase |
| 1991 | Balatonfüred (Hungría)      | Medalla de plata  | Star  |
| 1994 | Porto Rotondo (Italia)      | Medalla de plata  | Star  |
| 1997 | Varberg (Suecia)            | Medalla de bronce | Star  |